# Quist epidermoide
Un quist epidermoide (QE) o quist d'inclusió epidèrmica, és un quist benigne que es troba generalment a la pell. El quist es desenvolupa a partir del teixit ectodèrmic. Histològicament, està format per una fina capa d'epiteli escatós estratificat que envolta una acumulació de ceratina. Tot i la similitud dels noms, existeixen diverses diferències entre un quist dermoide i un quist epidermoide: la incidència dels quists dermoides és considerablement menor que la dels epidermoides, els epidermoides solen ser lesions úniques mentre que els dermoides estan associats a altres anomalies congènites en un cinquanta per cent dels casos o el fet característic de la presència a l'interior dels quists dermoides d'una gran quantitat de fol·licles pilosos i glàndules sebàcies. De vegades, el QE creix a les extremitats a la llengua, al perineu, a la parpella, al lòbul del pavelló auricular o a l'interior de la díploe dels ossos del crani i pot arribar a perforar-los. Només un 1,5 per cent dels quists epidermoides intracranials afecta el cervell i és extremadament inusual el desenvolupament per aquesta causa d'una depressió clínica perllongada, d'un espasme muscular hemifacial, d'una meningitis química recurrent, d'una epilèpsia secundària o la ruptura espontània del quist. La seva aparició dins del testicle, del canal inguinal, de la glàndula tiroide, del tim, de l'amígdala palatina, de la melsa, del fetge, del cor, del ronyó, de l'urèter, de la bufeta urinària, de la mamella, de l'ovari, del coll uterí, del clítoris, de la mandíbula, del penis, del melic, de la medul·la espinal, del quart ventricle cerebral, de l'epífisi, del cec, de l'apèndix vermiforme, del múscul lingual, del paladar dur o tou, de la regió supraesternal, de la planta del peu o de la mucosa de la boca és un fet gairebé excepcional.

## Signes i símptomes
El QE pot no tenir símptomes, causar dolor en tocar-lo o ser potencialment fatal. Pot alliberar queratina macerada. A diferència dels quists pilars, els quists epidèrmics cutanis solen estar presents en parts del cos amb relativament poc pèl. Molt rarament, el seu diàmetre supera els cinc centímetres. S'ha descrit algun cas de quist epidermoide intracranial de quinze centímetres d'eix major, d'ictus isquèmic per un QE al tronc de l'encèfal, de quist híbrid epidermoide i apocrí, de QE intraossi a la falange distal del dit índex o a la mandíbula d'un individu d'edat avançada amb edentulime (pèrdua de peces dentals) i sense antecedents de traumatisme local, de quist epidermoide cutani al palmell de la mà, de substitució completa en una persona gran del testicle per un QE, de formació d'un glioblastoma en un QE intracranial recurrent, de presentació sincrònica d'un QE extradural i un abscés cerebral i de tumor inflamatori de Pott
diagnosticat inicialment com un QE intradiploic frontal. La coexistència en un mateix lloc d'un quist epidermoide i un ganglió és un fenomen inhabitual i sense una etiologia ben definida.
Tot i que no són malignes, hi ha casos molt rars de tumors malignes derivats d’un QE. Els quists d'inclusió epidèrmica representen aproximadament el 85-95 per cent de tots els quists extirpats. S'estima que la incidència de carcinoma de cèl·lules escatoses a partir d’un quist d’inclusió epidèrmica oscil·la entre el 0,011 i el 0,045 per cent. L'existència d'un carcinoma escatós de la bufeta urinària derivat d'un quist epidermoide produït per litiasi vesical és un fet insòlit. Inusualment, la malignització d'un quist epidermoide intracranial és causa d'una carcinomatosi leptomeníngea.
En certs casos de quists epidermoides situats a la zona suprasellar de l'esfenoide la simptomatologia inicial és somnolència i amnèsia o bé una progressiva pèrdua de visió bilateral indolora. Els que afecten la regió pineal poden cursar amb una síndrome de Parinaud, hidrocefàlia i hemiparèsia. Si sorgeixen a la zona de l'angle pontocerebel·lós, a vegades es manifesten com una neuràlgia del trigemin aîllada. Eventualment, un mal de cap localitzat i persistent és la principal manifestació d'un quist epidermoide en la díploe occipital.

## Causes
Alguns quists epidermoides són el resultat de la implantació de l'epidermis a la dermis, subseqüent a un traumatisme, o una cirurgia. També poden ser causats per un porus bloquejat adjacent a una perforació corporal o aparèixer com a complicació tardana de la mutilació genital femenina de l'enucleació ocular de la circumcisió neonatal i de la pràctica reiterada d'anestèsies epidurals lumbars. Ocasionalment, són el producte d'una reacció adversa als pigments dels tatuatges o a la teràpia fotodinàmica tòpica. Es veuen a la síndrome de Curradino, a la síndrome d'Alagille, a la síndrome de Lowe, a la síndrome de Gardner, a la síndrome de Gorlin, a la diastematomielia (un trastorn congènit en el qual una part de la medul·la espinal es divideix, per regla general, a nivell de la vèrtebra lumbar superior) i amb freqüència al cap i al coll. Es poden infectar per bacteris, especialment quan es trenquen, abscessificar-se en poques hores o dies i requerir incisió i drenatge. Els quists epidermoides intracranials de naturalesa congènita es formen entre la tercera i la cinquena setmana del període embrionari per la inclusió de cèl·lules escatoses dins del tub neural en el moment que aquest es separa de l'ectoderma.

## Diagnòstic
Els quists epidermoides se solen diagnosticar clínicament quan una persona nota a la pell un tumor protruient i demana atenció mèdica. En algun cas, formen una masa lateral cervical amb trets ultrasonogràfics semblants als d'una limfadenopatia d'etiologia tuberculosa. Quan un QE està inflamat, el grau de precisió diagnòstica de l'estudi mèdic de les seves imatges ecogràfiques es pot veure alterat significativament. El diagnòstic definitiu es realitza després de l'excisió i la posterior avaluació anatomopatològica, basat en la presència microscòpica d’una lesió quística revestida per epiteli cornificat que conté ceratina laminada, habitualment sense calcificacions. A l'interior dels quists epidermoides cutanis de la síndrome de Gardner és característic trobar cél·lules eosinòfiles queratinitzades sense nucli, anomenades cél·lules 'ombra', amb una zona central que no capta l'eosina ocupant el lloc que hauria de pertànyer a l'espai nuclear.
Quan els quists epidermoides són cranials la prova d'elecció és la ressonància magnètica (RM), en la qual es veuen com lesions hipointenses en seqüències T1 i hiperintenses en seqüències T2 i FLAIR (Fluid-attenuated inversion recovery). En casos atípics de QE intracranial, però, els patrons radiològics de les imatges per RM poden ser molt diferents.

## Tractament
Els quists es poden eliminar per extirpació, després de ser avaluats radiològicament. Algunes vegades, els quists epidermoides intracranials malignes requereixen neurocirurgia i radioteràpia. Quan es localitzen a la cara, l'ús d'un làser de CO2 pot ser estèticament una bona opció terapèutica. La tècnica d'exèresi per plasma permet minimitzar la formació de cicatrius si els quists s'extreuen d'una zona cutània sensible i molt vascularitzada.